# 科瓦河
科瓦河是俄羅斯的河流，位於伊爾庫茨克州和克拉斯諾亞爾斯克邊疆區，河道全長452公里，流域面積約11,700平方公里，發源自安加拉山脈，最終注入安加拉河。